# 巨大な世界
「巨大な世界」（きょだいなせかい、原題： Bigger Than Worlds）はアメリカのSF作家ラリー・ニーブンによるSFエッセイ。物理学の既知の法則と矛盾しない居住可能な人工の巨大構造物について様々なアイデアを紹介している 。 
「アスタウンディング誌」1974年3月号に初めて掲載され、後にアンソロジー『A Hole in Space』（1974）と『Playgrounds of the Mind 』（1991） に掲載された。邦訳版は小隅黎による訳が中島靖侃による挿画付きでS-Fマガジン1977年4月号 No.221に掲載された。

## 内容
エッセイは誰もが常に単一の惑星に住んでいるわけではないという紹介の後、それぞれのアイデアと簡単な説明を含む（大部分が短い）セクションに分割されている。 
多世代宇宙船
世代宇宙船は、数百人以上の人々を収容する光よりも遅い宇宙船であり、その宇宙航行が完了するまでに乗組員の世代交代が必要である。 原則として世代宇宙船は既知の技術で十分構築可能である。
重力
ニーヴンは宇宙船で人工重力を生成する4つの方法を挙げている。
- （1） 遠心力
- （2） 中性子またはブラックホールなどの質量を追加する（これにより、燃料消費に重大な浪費が生じる） 。
- （3） 重力波
- （4）宇宙航行の途中まで連続的に直線加速し、続いて連続的に減速する。

飛行都市
ジェイムズ・ブリッシュのSF小説『宇宙都市』シリーズ（1956 - 1962）で提案された、都市をまるごと飛ばすというもの。作中では架空の推進手段（スピンディジー）を用いている。既存の都市を宇宙に打ち上げるというブリッシュのアイデアに代わるものとして、ニーヴンは人工の重力を生成するために回転する巨大な環状飛行都市を提案している。
内側と外側(インサイド・アウトサイド)
小惑星を内部が中空の居住区に変える方法を紹介している。
ニーヴンはこの設計をダンドリッジ・M・コールとドナルド・W・コックスの共著『宇宙の島々』から得たと書いている。
1. まず巨大な反射鏡を作る。
2. 直径1マイル(1.6km)、高さ2マイル(3.2km)ほどのニッケルや鉄などの小惑星を選ぶ。
3. 長軸に沿って穴(坑)を開け、中に水のタンクを詰め、溶接して蓋をする。
4. 小惑星を軸に沿ってゆっくりと回転させ、反射鏡で熱し続ける。
5. 熱せられた小惑星は表面から融解していき、物質全体が融解する。
6. 最終的には軸まで溶解点に達し、水タンクが爆発する。
7. この爆圧により、直径10マイル(16km)、高さ20マイル(32km)の金属製の風船が出来上がる。

コールとコックスは太陽光を得るために、反射鏡を軸の端に付け内部を照らすことを提案している。
重力を得るために全体を回転させる。
天候については、まず赤道上にふくらみをもたせ環型の中央湖を作る。両極に蓋をして太陽光を遮ればいつでも雨が降り、中央湖にまで水が流れ込んでいく。
マクロライフ
前述のいずれも、惑星系から得られた材料によって拡大された、自給自足による永続的な居住地にすることが可能である。
世界
ニーヴンは惑星全体のエンジニアリングとテラフォーミングの概念を紹介している。
ダイソン球
ダイソン球は恒星を完全に包含する中空の球状の巨大構造であり、球体の内面には人類が居住可能である。ダイソン構造自体が回転して人工重力を形成することも可能である。 また、構造は完全な球体である必要はない。有名な例としてニーヴンの小説『リングワールド 』（1970）がある。リングワールドはダイソン球を輪切りにしたものと説明することができる。半径がおよそ1au(地球から太陽までの距離と同じ)の剛体のリングが恒星を囲み、重力の代わりに遠心力を提供するために自転車の車輪のように回転する。恒星にはそれぞれ異なる平面を占める直径の異なるリングを付けることができる。
二重のダイソン球
ダイソン球を二重にし、２つの球面の空間に空気を充填させれば、呼吸可能な三次元の無重力空間で居住することができる。
ちょっとひと休み
あまりにもスケールが大きすぎて建造は未だ誰にも不可能であること、ダイソン球殻内の重力が0Gであることは大学生でも計算できることなど。
オルダースン円盤
オルダーソン円盤は火星または木星の軌道と同様の直径の円盤であり、その中心には恒星が存在する 。オルダースン円盤自身の質量が重力を作るため、ここに居住する住人達にとっては完全に平面な世界となる。
トポポリス
大宇宙マカロニとも呼ばれる位相都市トポポリスは恒星を周回するトーラス(環)型の構造体である。 トーラスは円筒になっており、内部の円形軸を中心に回転し、遠心力によって人工重力を生成する。これはオニール・シリンダー型のスペースコロニーの端を引き延ばして繋げたものとも言える。長さ6億マイル(9.6億)、直径1マイル(1.6km)の大きさであればチューブの曲率は無視できるためひずみ効果は起きない。構造は綺麗なトーラス型である必要はなく異なる形状でも可能である。恒星の周りを巡る複数の結び目のループで構成される、より幾何学的で複雑なケースもありえる。 ニーヴンはこれを「ふんわり多層式位相都市（エーガグロパイローズ・トポポリス、英：aegagropilous topopolis）」と呼んだ。ちなみにaegagropilousとはマリモ(毬藻、aegagropila linnaei)のこと。拡大を続けるトポポリスが別の恒星にまで辿り着き、やがて銀河系全域に広がっていけば、あらゆる恒星を毛髪の中に包み込んでいるように見えるだろう。
メガスフィア
銀河の中心を完全に覆うダイソン球。メガスフィアの表面は生物圏になる。内部の恒星をエネルギー源にできる。 表面の重力は微小であるため、自由落下の元で生きる能力が必要になるであろう。 大気は何十光年もの間薄くならないため、リングワールドなどの構造物を巨大球自体の周りに設置することができる。
リングワールドによる恒星の操作
導電性表面を備えた回転するリングワールドがあれば、巨大な電磁力を設定し、恒星の燃焼を制御し、星系の軸に沿ってガスジェットを強制的に放出することに使用できる。
恒星は、重力によってリングワールドをまるごと牽引する独自の宇宙ドライブになる。 恒星が使い果たされるまでに、その星系は十分な速度で動いて、 バザード・ラムジェットの燃料として星間ガスを使用することになる。このような巨大構造物は着陸が不可能であり、銀河規模の災害から逃げる場合にのみ有用である。